# سنویا (جورجیا)
سنویا، جورجیا (به انگلیسی: Senoia, Georgia) یک شهر در ایالات متحده آمریکا با جمعیت ۳٬۳۰۷ نفر است که در جورجیا واقع شده‌است.

## موقعیت جغرافیایی
موقعیت جغرافیایی شهرها و مناطق اطراف به شرح زیر است: